# DeShawn Sims
DeShawn Adrian Sims, Jr. (Detroit, Míchigan, 21 de enero de 1988) es un exbaloncestista estadounidense. Con 2,03 metros de estatura, jugaba en la posición de alero.

## Trayectoria deportiva

### Universidad
Jugó cuatro temporadas con los Wolverines de la Universidad de Míchigan, en las que promedió 12,0 puntos y 5,5 rebotes por partido. Fue incluido en sus dos últimas temporadas por la prensa en el segundo mejor quinteto de la Big Ten Conference.

### Profesional
Tras no ser elegido en el Draft de la NBA de 2010, en agosto fichó por el PAOK Salónica BC griego, pero tras tres partidos abandonó el equipo sin informar a nadie. Regresó a su país y fichó por los Maine Red Claws de la NBA D-League, Jugó una temporada, en la que fue el máximo anotador y reboteador de su equipo, promediando 20,3 puntos y 7,7 rebotes por partido, lo que le valió para ser elegido Rookie del Año de la NBA Development League, además de ser incluido en el tercer mejor quinteto de la liga.
En abril de 2011 fichó por los Piratas de Quebradillas de la liga de Puerto Rico, donde jugó únicamente siete partidos, en los que promedió 9,4 puntos y 3,7 rebotes, firmando en el mes de julio por el Jeonju KCC Egis de la liga de Corea de Sur.
Regresó a los Maine Red Claws en marzo de 2012, con los que acabó la temporada promediando 8,2 puntos y 6,4 rebotes por partido. En septiembre de 2012 fichó por el Club Sagesse de Líbano, donde jugó una temporada en la que promedió 22,8 puntos y 8,6 rebotes por partido.
Al año siguiente firmó con los Boston Celtics para disputar la pretemporada, pero fue descartado antes del comienzo de la competición. Firmó entonces con el Hapoel Gilboa Galil israelí, donde promedió 13,0 puntos y 5,0 rebotes por partido.
En agosto de 2014 fichó por el Jeonju KCC Egis de la liga de Corea del Sur, donde disputó 19 partidos, promediando 11,9 puntos y 4,6 rebotes por partido. En marzo de 2015 fichó por el Champville SC en su regreso a la liga libanesa, y al año siguiente fichó por el Maccabi Kiryat Gat israelí, donde promedió 8,7 puntos y 3,2 rebotes.
En agosto de 2016 firmó con el NPC Rieti de la Serie A2 italiana.